# Cyrtogaster britteni
Cyrtogaster britteni är en stekelart som beskrevs av Askew 1965. Cyrtogaster britteni ingår i släktet Cyrtogaster och familjen puppglanssteklar.
Artens utbredningsområde är Sverige. Arten är reproducerande i Sverige. Inga underarter finns listade i Catalogue of Life.